# Yusuf V de Grenade
Abû al-Hajjâj Yûsuf V ben Ahmed ben Mohammed est le dix-huitième émir nasride de Grenade. Il est le petit-fils de Yûsuf II. Il succède à Mohammed X al-'Ahnaf en 1445. Après six mois de règne il est renversé par Mohammed X al-'Ahnaf qui revient au pouvoir. Il régnera de nouveau quelques mois en 1462. Il meurt en 1463.

## Biographie
En 1445, la guerre civile à Grenade recommence. La lutte pour le pouvoir se déroule entre Mohammed al-'Aysar  et deux de ses neveux, Abû al-Hajjâj Yûsuf et Mohammed al-'Ahnaf. Ce dernier est gouverneur d'Almeria depuis 1432, après son succès à la tête des armées de Mohammed al-'Aysar. Abû al-Hajjâj Yûsuf est en exil à Cordoue. 
Mohammed al-'Ahnaf prend le pouvoir à Grenade en janvier 1445 sous le nom de Mohammed X. 

### Premier règne (1445 - 1446)
Sous la pression des Abencérages et avec l'appui de la Castille, Mohammed al-'Ahnaf doit laisser sa place à Abû al-Hajjâj Yûsuf qui prend le nom de Yûsuf V. Yûsuf ne règne six mois jusqu'en janvier 1446.

### Interrègne
Ceux-là mêmes qui l'avaient mis sur le trône le renversent pour restaurer Mohammed al-'Ahnaf qui en profite pour récupérer les places perdues dans la partie orientale du royaume et en restituant la frontière avec  Murcie dans son état de départ. Au début de 1448, Mohammed al-'Aysar reprend le pouvoir pour la quatrième fois et fait exécuter Mohammed al-'Ahnaf.
Après la reprise du pouvoir par Mohammed X al-'Ahnaf en 1446, Mohammed IX al-'Aysar règne pour la quatrième fois de 1447 à 1453 puis Mohammed XI de 1453 à 1455 et Sa`d al-Musta`în de 1455 à 1462.

### Second règne(1462)
À Grenade, Sa`d essaie de secouer la tutelle des Abencérages. En 1462, il fait assassiner deux des membres les plus puissants de la famille. Les autres membres de la famille s'enfuient à Malaga. De là les Abencérages soutiennent Abû al-Hajjâj Yûsuf qui prend le pouvoir.
Abû al-Hajjâj meurt en fin 1462, ce qui permet à Sa`d de reprendre le pouvoir.
Après la reprise du pouvoir par Mohammed X al-'Ahnaf en 1446, Mohammed IX al-'Aysar règne pour la quatrième fois de 1447 à 1453 puis Mohammed XI de 1453 à 1455 et Sa`d al-Musta`în de 1455 à 1462.

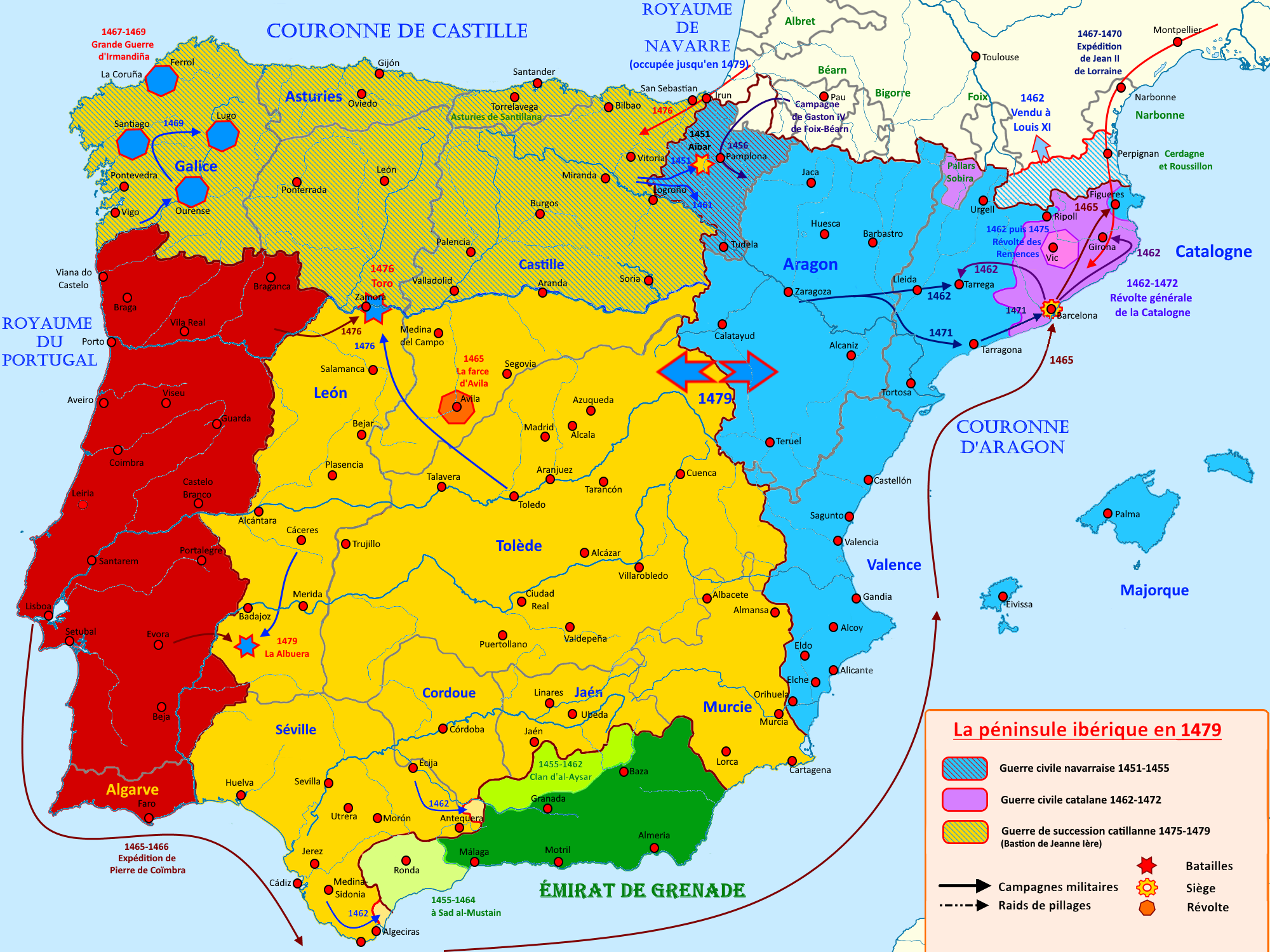
L'émirat de Grenade de 1450 à 1479